# Кошаркашки савез Републике Српске
Кошаркашки савез Републике Српске (КСРС) је кровна организација која под својим окриљем окупља кошаркашке клубове, кошаркашке тренере и остала стручна удружења везана за кошаркашки спорт на територији Републике Српске.
Сједиште Кошаркашког савеза Републике Српске се налази у улици Драгомира Драге Малића бр.1 у Бањалуци. Кошаркашки савез Републике Српске је пуноправни члан Спортског савеза Републике Српске. КСРС сарађује са Министарством породице, омладине и спорта Републике Српске, и руководи се савјетима истог. Кошаркашки савез Републике Српске сарађује са Кошаркашким савезом Србије.

## Задужења
Кошаркашки савез Републике Српске окупља кошаркашке клубове Републике Српске и организује такмичења на простору Републике Српске. КСРС организује спортска кошаркашка такмичења у више лига и једном кошаркашком купу Републике Српске. 
- Куп Републике Српске
- Прва лига Републике Српске
- Прва женска лига Републике Српске
- Друга мушка лига Републике Српске група Запад
- Друга мушка лига Републике Српске група Исток
- Друга мушка лига Републике Српске група Центар
- Кошаркашки сабор Републике Српске
- Кошаркашка лига у оквиру Малих олимпијских игара Републике Српске

## Унутрашња организација
Предсједник КСРС је Борис Спасојевић. 
- Скупштина Кошаркашког савеза Републике Српске
- Предсједништво Кошаркашког савеза Републике Српске

Унутар Кошаркашког савеза Републике Српске дјелује и Удружење кошаркашких тренера Републике Српске.

### Предсједник савеза
- Борис Спасојевић

## Подручни одбори КСРС
- Подручни кошаркашки одбор Бањалука
- Подручни кошаркашки одбор Бијељина, Братунац
- Подручни кошаркашки одбор Романија-Херцеговина, Билећа
- Подручни кошаркашки одбор Добој, Модрича

## Кошаркашки клубови Републике Српске
- КК Борац Нектар, Бањалука[1].
- КК Игокеа, Александровац (Лакташи)
- КК Херцеговац, Билећа
- КК Младост '76, Прњавор
- Кошаркашки клуб ФинДо, Добој
- Кошаркашки клуб Шампион Алф-ом, Бањалука
- Кошаркашки клуб Роокие, Бања Лука
- Кошаркашки клуб Младост, Котор Варош
- Кошаркашки клуб Приједор, Приједор
- Кошаркашки клуб Хунтерс, Приједор
- Кошаркашки клуб Власеница, Власеница
- Кошаркашки клуб Слобода, Нови Град
- КК Јахорина Пале, Пале
- Кошаркашки клуб Феникс, Пале
- Кошаркашки клуб Славија, Источно Сарајево
- Кошаркашки клуб Слобода 73, Нови Град
- Кошаркашки клуб Рајко Црнобрња-Глиго, Нови Град
- Кошаркашки клуб Леотар, Требиње
- Кошаркашки клуб СЛ ИАТ Леотар, Требиње
- Кошаркашки клуб Братунац, Братунац
- Кошаркашки клуб Бијељина Плус, Бијељина
- Кошаркашки клуб Радник, Бијељина
- Кошаркашки клуб Будућност, Бијељина
- Кошаркашки клуб Сутјеска, Фоча
- Кошаркашки клуб Рудар, Угљевик
- Кошаркашки клуб Врело Бобар осигурање,
- Српски кошаркашки клуб Бањалучка пивара, Бањалука
- Кошаркашки клуб Варда-ХЕ, Вишеград
- Кошаркашки клуб Дрина, Зворник
- Кошаркашки клуб WOLF SECURITY,
- Кошаркашки клуб Радивој Кораћ, Бањалука
- Кошаркашки клуб Светосавац, Бањалука
- Кошаркашки клуб Делта, Бањалука
- Кошаркашки клуб Звијезда, Бањалука
- Кошаркашки клуб Модрича, Модрича
- Кошаркашки клуб Теслић, Теслић
- Кошаркашки клуб Укрина, Дервента
- Кошаркашки клуб Омарска, Омарска
- Кошаркашки клуб Србац, Србац
- Кошаркашки клуб Уна, Козарска Дубица
- Кошаркашки клуб Игман, Источно Сарајево
- Кошаркашки клуб Гласинац, Соколац
- Кошаркашки клуб Губер
- Кошаркашки клуб Гацко, Гацко
- Кошаркашки клуб Српски Соко,
- Кошаркашки клуб Дервента, Дервента
- Омладински кошаркашки клуб Прњавор, Прњавор